# Kindergeld (Deutschland)
Das Kindergeld in Deutschland ist eine familienpolitisch begründete Transferleistung und Bestandteil des Familienleistungsausgleichs. 
Es ist als Steuervergütung zur Freistellung des Existenzminimums des Kindes von der Einkommensteuer bestimmt sowie eine Sozialleistung, soweit es über diese verfassungsrechtlich notwendige Steuerfreistellung hinausgeht. 
Im Jahr 2025 beträgt das Kindergeld 255 Euro pro Monat, für das Jahr 2026 ist eine Erhöhung auf 259 Euro geplant. Es ist heute unabhängig von der Anzahl der Kinder eines Empfängers, bis 2022 war es in der Höhe nach der Zahl der Kinder gestaffelt.

## Konzept

Steuerersparnis durch Kinderfreibeträge im Vergleich mit dem Kindergeld (Stand 2025)

Die verfassungsrechtlich garantierte Freistellung des Existenzminimums eines Kindes von der Besteuerung wird in Deutschland als Teil des Familienleistungsausgleichs durch ein duales System gewährleistet, zu dem einerseits das Kindergeld und andererseits der steuerliche Kinderfreibetrag gehören. Übersteigt bei Familien mit einem geringen oder keinem zu versteuerndem Einkommen das Kindergeld die Steuerersparnis des Kinderfreibetrags, wird diese Differenz als Sozialleistung gewährt. Bei Familien mit einem höheren zu versteuernden Einkommen wird das Kindergeld nicht zusätzlich zum Kinderfreibetrag gewährt und bereits erfolgte Kindergeld-Zahlungen mit der Einkommensteuer verrechnet.
Das Finanzamt prüft im Rahmen der Einkommensteuerveranlagung von Amts wegen, ob der Abzug des Kinderfreibetrags günstiger ist als das Kindergeld (Günstigerprüfung). Ergibt sich aus der Günstigerprüfung, dass der Steuervorteil aufgrund des Kinderfreibetrages höher ist als das Kindergeld, entfällt der Kindergeldanspruch und es wird stattdessen der Kinderfreibetrag vom steuerpflichtigen Einkommen abgezogen. Seit 2004 genügt für diese Anrechnung auf den Kinderfreibetrag der Anspruch auf Kindergeld, unabhängig davon, ob es wirklich ausbezahlt wurde; seit 2007 werden auch etwaige ausländische Ansprüche angerechnet.
Das Bundesverfassungsgericht hat diese Praxis für zulässig erklärt: Der Gesetzgeber darf die Steuerfreistellung des Existenzminimums auch durch die Zahlung von Kindergeld gewährleisten. Damit ist nur derjenige Teil des Kindergeldes, der höher ist als die Steuerersparnis durch den Kinderfreibetrag, eine echte Förderung der Familien. Dieser Anteil „echter“ Förderung sinkt mit steigendem Einkommen: Bei einem zu versteuernden Einkommen von etwa 30.000 € beträgt er für das erste Kind für Zusammenveranlagte nur noch die Hälfte des Kindergeldes. Komplett verschwunden ist der Förderanteil ab einem zu versteuernden Einkommen von rund 86.000 €. Bei Alleinerziehenden liegt diese Grenze bei ca. 45.000 € (Tarif 2023 ohne Soli). Ab einem zu versteuernden Einkommen von rd. 140.000 € ist die Steuerersparnis durch den Kinderfreibetrag um 760 € höher als das Kindergeld.

## Rechtsgrundlage und Zuständigkeit
Das Kindergeld ist in zwei Gesetzen geregelt: dem Einkommensteuergesetz (§§ 31 f. und §§ 62 ff. EStG) und dem Bundeskindergeldgesetz (BKGG).
Wer in Deutschland unbeschränkt steuerpflichtig ist, erhält Kindergeld nach dem Einkommensteuergesetz. Wer in Deutschland nicht unbeschränkt steuerpflichtig ist, weil er seinen Wohnsitz oder gewöhnlichen Aufenthalt außerhalb Deutschlands hat, aber versicherungspflichtig im Sinne der deutschen Arbeitslosenversicherung ist (z. B. durch eine versicherungspflichtige Beschäftigung in Deutschland) oder das gesetzliche Rentenalter erreicht hat, kann für seine in Deutschland lebenden Kinder (§ 2 Abs. 5 BKGG) Kindergeld nach dem Bundeskindergeldgesetz erhalten. Anspruchsberechtigt nach dem BKGG sind außerdem Entwicklungshelfer und Missionare im Ausland und ins Ausland entsendete Beamte (§ 1 Abs. 1 BKGG). Die Zuständigkeit regelt auch den Rechtsweg: für Streitigkeiten in Kindergeldsachen nach dem EStG ist die Finanzgerichtsbarkeit zuständig, für Streitigkeiten in Kindergeldsachen nach dem BKGG die Sozialgerichtsbarkeit.
In Fällen, in denen ein Anspruch nach beiden Gesetzen besteht, hat das EStG grundsätzlich Vorrang vor dem BKGG. Etwas anderes gilt nur, wenn das Kind im Haushalt des nach dem BKGG Anspruchsberechtigten lebt oder das Kind einen eigenen Haushalt führt und der nach dem BKGG Anspruchsberechtigte die höhere Unterhaltsrente zahlt (§ 2 Abs. 4 BKGG).
Kindergeld kann in der Regel nur bei der zuständigen Familienkasse beantragt werden (§ 7 BKGG, § 67 EStG). Für Angehörige des öffentlichen Dienstes mit Wohnsitz in Deutschland war die Vergütungsstelle des Arbeitgebers oder Dienstherrn zugleich Familienkasse (§ 72 EStG). Diese Sonderzuständigkeit der dezentralen Familienkassen für Beschäftigte des öffentlichen Dienstes in Bundesbehörden ist mittlerweile abgeschafft worden; seit dem 1. Januar 2024 sind ausschließlich die Familienkassen der Bundesagentur für Arbeit für die Kindergeldbearbeitung zuständig.
Die örtliche Zuständigkeit richtet sich nach dem Wohnort des Kindergeldberechtigten. Hat der Kindergeldberechtigte seinen Wohnort im Ausland, ist die Familienkasse am Ort des Arbeitgebers zuständig. Hat der Kindergeldberechtigte auch keinen Arbeitgeber im Inland, ist die Familienkasse Bayern Nord zuständig (§ 13 BKGG).
Der Kindergeldempfänger hat Änderungen in den Verhältnissen unverzüglich der Familienkasse mitzuteilen. Bei volljährigen Kindern, für die Kindergeld gezahlt wird, erstreckt sich die Mitwirkungspflicht auch auf diese (§ 68 EStG). Beim BKGG erstreckt sich die Mitwirkungspflicht zusätzlich auf minderjährige Kinder sowie den Ehegatten des Kindergeldempfängers (§ 10 BKGG). Das Kindergeld als Steuervergütung stellt einen Steuervorteil im Sinne des § 370 AO dar. Wird infolge des Unterlassens von Angaben, die für die Gewährung des Kindergelds erheblich sind, Kindergeld zu Unrecht gewährt, kann dies als Steuerhinterziehung strafbar sein oder als leichtfertige Steuerverkürzung mit einem Bußgeld bedroht sein. Gleiches gilt, sofern Angaben gemacht werden, wenn diese unrichtig oder unvollständig sind. Zuständige Finanzbehörde für die Verfolgung von Steuerstraftaten und Steuerordnungswidrigkeiten im Zusammenhang mit der Festsetzung von Kindergeld nach dem EStG ist die Familienkasse. Auch bei der Verfolgung von Steuerstraftaten und der Verfolgung und Ahndung von Steuerordnungswidrigkeiten unterliegen die Familienkassen der Fachaufsicht des Bundeszentralamts für Steuern.

## Geschichte

### Zeit des Nationalsozialismus
Das Kindergeld wurde in Deutschland zur Zeit des Nationalsozialismus unter dem Namen „Kinderbeihilfe“ für „arische“ Familien eingeführt. Im September 1935 erhielten kinderreiche Familien zunächst eine einmalige Kinderbeihilfe, ab April 1936 wurde eine monatliche Kinderbeihilfe eingeführt. Arbeiter- und Angestelltenfamilien, die ein Monatseinkommen unter 185 Reichsmark hatten, erhielten ab dem fünften Kind monatlich 10 Reichsmark. Ab 1938 gab es dieses Kindergeld bereits ab dem dritten Kind.

### Bundesrepublik
Ab 1954 begannen in der Bundesrepublik Deutschland die bei den Berufsgenossenschaften angesiedelten Familienausgleichskassen damit, für das dritte und jedes weitere Kind ein Kindergeld von 25 DM auszuzahlen. Finanziert wurde dieses durch Arbeitgeberbeiträge. 1955 wurde dieses von den Arbeitsämtern auch an Arbeitslose ausgezahlt. Ab 1961 wurde das Kindergeld aus Bundesmitteln finanziert und von der damaligen Bundesanstalt für Arbeit ausgezahlt. Gleichzeitig bekamen Familien bereits für das zweite Kind 25 DM Kindergeld, davon ausgenommen waren Familien mit einem Jahreseinkommen über 7.200 DM und Beschäftigte im öffentlichen Dienst. Nachdem 1964 die Familienausgleichskassen aufgelöst wurden, wurde die Zuständigkeit für das Kindergeld vollständig der Bundesanstalt übertragen. 1970 wurde die Einkommensgrenze auf 13.200 DM angehoben.

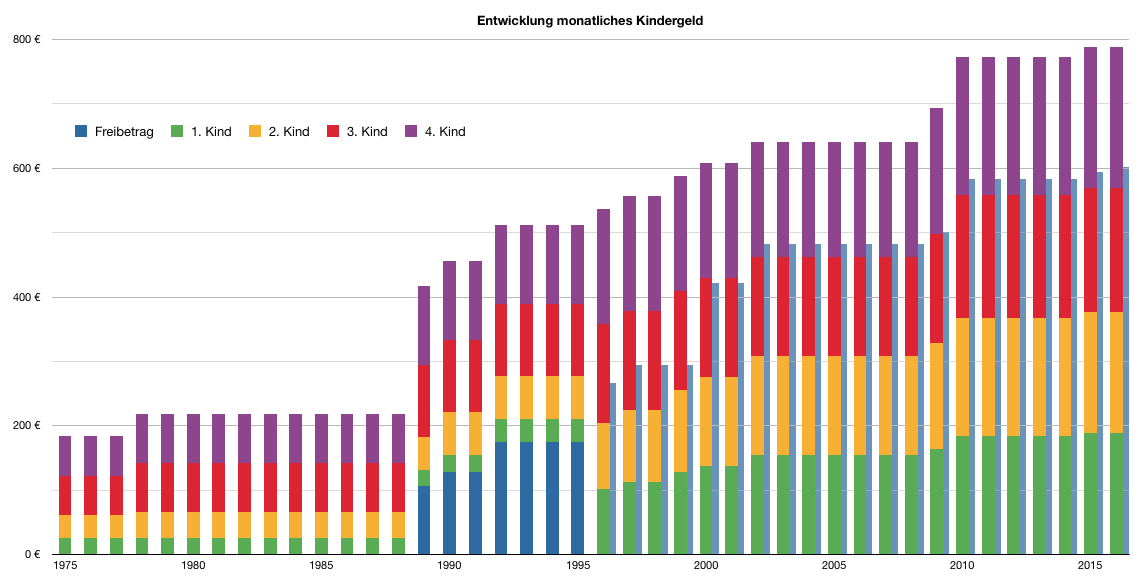
Entwicklung seit 1975, in Euro

Seit 1975 wird das Kindergeld auch für das erste Kind gezahlt, ausgeschlossen war damals insbesondere, wer im öffentlichen Dienst einen Familienzuschlag erhielt. Gleichzeitig wurde der Steuerfreibetrag abgeschafft, 1983 jedoch wieder eingeführt.
Trotz schrittweiser Erhöhungen des Freibetrages wurde das Existenzminimum von Kindern teilweise versteuert.
Das änderte sich erst 1996, als das Existenzminimum für Kinder von der Besteuerung freigestellt wurde. Zeitgleich wurde allerdings erstmals die Anrechnung des Kindergeldes auf die durch den Kinderfreibetrag bewirkte Steuerentlastung eingeführt.
Anfang 1988 entschied das Bundessozialgericht in Kassel, dass auch Pflegeeltern Kindergeld für die von ihnen betreuten Kinder erhalten, auch wenn Pflegeeltern vom Jugendamt bereits Pflegegeld sowie Kleider- und Taschengeld für die Kinder beziehen (Az. 10 RKg 5/85). Nach einem weiteren Urteil des Bundessozialgerichts vom 3. November 1987 bestand auch ein Anspruch auf Kindergeldzahlungen, wenn das Kind ein Praktikum als Teil der Berufsausbildung absolviert (Az. 10 RKg 13/86).

### DDR
In der DDR wurde bereits ab 1950 Kindergeld gezahlt, zunächst nur ab dem vierten Kind. Ab 1969 gab es auch für die ersten drei Kinder Kindergeld, noch bevor in der BRD Kindergeld für das erste Kind ausgezahlt wurde. Ab 1987 gab es für das erste Kind 50 M, für das zweite Kind 100 und jedes weitere Kind 150 M. Außerdem gab es ein System von Geburtszulagen und Regelungen zum Erlass von Teilen des Familiengründungskredites (7000 M) (siehe Ehekredit, Abkindern), gestaffelt nach Anzahl der Kinder.

### Ab 1990
Bis einschließlich 2011 konnten eigene Einkünfte und Bezüge eines volljährigen Kindes zu einem Verlust des Kindergeldanspruchs führen, wenn diese Einkünfte und Bezüge den maßgeblichen Grenzbetrag überschritten. Zum 1. Januar 2012 entfiel diese Grenze.
Im Jahr 2009 gab es (im Rahmen des Konjunkturpakets II) zum Kindergeld einen Einmalbetrag von 100 € pro Kind. Nach § 6 Abs. 3 BKGG erhielten ihn alle Kinder, für die Anfang 2009 Kindergeld gezahlt wurde. Die Auszahlung erfolgte mit den normalen Kindergeldzahlungen im April 2009. Für alle anderen Kinder, die erst später im selben Jahr Kindergeld bezogen, wurde die Zahlung auf Antrag getätigt. Wurde das Kindergeld direkt an das Kind oder eine dritte Person abgezweigt, erhielt diese/s auch den Einmalbetrag.
Im Jahr 2020 gab es im Rahmen des Zweiten Corona-Steuerhilfegesetzes zum Kindergeld einen Einmalbetrag von 300 € pro Kind. Der Einmalbetrag wurde im Regelfall in Raten von 200 € im September und 100 € im Oktober 2020 ausgezahlt.
Auf Basis des Dritten Corona-Steuerhilfegesetzes wurde im Mai 2021 erneut ein Bonus gezahlt, diesmal in Höhe von 150 Euro je Kind. Im Juli 2022 wurde als Teil des Zweiten Energiekosten-Entlastungspakets je Kind 100 Euro Bonus ausbezahlt. Rechtsgrundlage ist jeweils § 66 EStG.
- Diagrammdaten:
- Definition |
- Rohdaten |
- Hilfe

## Anspruchsberechtigung
Anspruchsberechtigte sind grundsätzlich die Eltern, Adoptiveltern oder Pflegeeltern des Kindes. Stiefeltern und Großeltern sind dann anspruchsberechtigt, wenn diese das Stief- bzw. Enkelkind in ihren Haushalt aufgenommen haben (§ 63 Abs. 1 Satz 1 EStG). Das Kind und Kindschaftsverhältnis zur Kindergeld beantragenden Person sind durch amtliche Unterlagen nachzuweisen, wie beispielsweise Lebensbescheinigung für außerhalb des Haushalts lebende Kinder oder die Geburtsurkunde, wenn sie innerhalb von sechs Monaten nach der Geburt des Kindes vorgelegt wird und darin der Wohnort der Eltern angegeben ist. Für jedes Kind wird nur einem Berechtigten Kindergeld gezahlt (§ 64 Abs. 1 EStG).

### Vorrangige Leistungen
Nach § 65 EStG bzw. § 4 BKGG besteht kein Anspruch auf Kindergeld, wenn Anspruch auf eine der folgenden Leistungen besteht:
- Kinderzulage der gesetzlichen Unfallversicherung nach § 217 SGB VII i. V. m. § 583 RVO a. F.
- eine ausländische Leistung, die mit dem Kindergeld oder den oben genannten Leistungen vergleichbar ist
- eine zwischen- oder überstaatliche Leistung, die mit dem Kindergeld vergleichbar ist, z. B. die Kinderzulage für EU-Beamte. Dies gilt jedoch nicht, wenn der Ehegatte bzw. der andere Elternteil des unehelichen Kindes[14] versicherungspflichtig beschäftigt ist oder Beamter oder Soldat ist oder das gesetzliche Rentenalter erreicht hat.

Wird in einem anderen Mitgliedstaat eine dem Kindergeld vergleichbare Leistung gewährt, darf der Anspruch gemäß § 65 Abs. 1 Satz 1 Nr. 2 EStG nur in entsprechender Höhe gekürzt, jedoch nicht völlig ausgeschlossen werden, wenn anderenfalls das Freizügigkeitsrecht des Wanderarbeitnehmers beeinträchtigt wäre.

### Eltern
Lebt das Kind im gemeinsamen Haushalt der Eltern, bestimmen diese untereinander, wer das Kindergeld bezieht. Können sich die Eltern nicht einigen, kann eine gerichtliche Entscheidung beim zuständigen Familiengericht beantragt werden. Diese Regelung gilt auch dann, wenn getrennt lebende Eltern das Kind im sogenannten Wechselmodell annähernd zu gleichen Teilen betreuen. Lebt das Kind in einer Großfamilie mit Eltern und Großeltern, sind vorrangig die Eltern kindergeldberechtigt, es sei denn, sie verzichten schriftlich darauf (§ 64 Abs. 2 EStG).

### Obhutsprinzip
In allen anderen Fällen kommt das sogenannte Obhutsprinzip zur Anwendung, das heißt, es erhält grundsätzlich die Person Kindergeld, die das Kind in seinen Haushalt aufgenommen hat. Nach EU-Recht ist hier zu beachten, dass in den Fällen, in denen eine kindergeldberechtigte Person in Deutschland, die anderen aber im EU-Ausland leben, für diese die Frage des Obhutsprinzips so zu stellen sind, als würden sie in Deutschland leben. Das heißt konkret, dass ein im EU-Ausland lebender Elternteil deutsches Kindergeld beanspruchen kann, wenn es das Kind in seinen Haushalt aufgenommen hat, und dass der andere Elternteil nicht anspruchsberechtigt ist. Das gilt auch, wenn das Kind bei im EU-Ausland lebenden Großeltern lebt.
Lebt das Kind in einem eigenen Haushalt oder ist es außerhalb des Haushaltes beider Elternteile im Rahmen einer Jugendhilfemaßnahme stationär untergebracht, ist die Person kindergeldberechtigt, die dem Kind Unterhalt, bzw. bei mehreren Unterhaltsverpflichteten den höchsten Unterhalt zahlt. Ansonsten gilt, dass die Personen den Berechtigten unter sich bestimmen und sonst eine gerichtliche Entscheidung beantragt werden kann (§ 64 Abs. 3 EStG).
Für Grenzgänger gilt das Kindergeldrecht des Beschäftigungsstaates. Eine Ausnahme bildet aufgrund eines Abkommens die Schweiz: Solange ein in der Schweiz versicherungspflichtig beschäftigter Elternteil in Deutschland lebt, wird ihm das deutsche Kindergeld ausbezahlt.

### „Kindergeld für sich selbst“
Kinder können nach dem BKGG sogenanntes „Kindergeld für sich selbst“ beanspruchen, wenn sie Vollwaisen sind oder der Aufenthaltsort der Eltern nicht bekannt ist, sofern das Kind bei keiner anderen Person zu berücksichtigen ist und das Kind einen Wohnsitz in Deutschland hat (§ 1 Abs. 2 BKGG). Kinder mit Behinderung sind nach dieser Vorschrift jedoch nur bis zum 25. Lebensjahr anspruchsberechtigt. Voraussetzung ist hier lediglich, dass das Kind selbst den Aufenthaltsort seiner Eltern nicht kennt. Ob der Familienkasse selbst oder anderen Behörden der Aufenthaltsort der Eltern bekannt ist, spielt keine Rolle. Etwas anderes gilt nur, wenn die Nichtkenntnis vorsätzlich oder grob fahrlässig herbeigeführt wurde. Es ist dem Kind allerdings unzumutbar, über das Jugendamt Kontakt zur Mutter allein des Kindergeldes wegen aufzunehmen, wenn das Kind seit seiner Geburt bei einer Pflegefamilie lebt und weder die Mutter noch das Kind je Kontakt zueinander hatten. (Zum Anspruch eines Kindes, selbst Kindergeld zu erhalten, falls seine Eltern keinen Unterhalt zahlen, siehe: Abschnitt „Abzweigungsantrag“.)

### Ausländer
Ausländer, die in Deutschland freizügigkeitsberechtigt sind (insbesondere EU- und EWR-Bürger), haben ebenfalls einen Anspruch auf Kindergeld. Ausländer, die nicht freizügigkeitsberechtigt sind, haben dann einen Anspruch auf Kindergeld, wenn sie eine Niederlassungserlaubnis besitzen oder eine Aufenthaltserlaubnis besitzen, die zur Ausübung einer Erwerbstätigkeit berechtigt, es sei denn, der Aufenthalt dient zum Zweck der Ausbildung oder die Arbeitserlaubnis ist zeitlich beschränkt. Eine rückwirkende Erteilung einer Aufenthaltserlaubnis berechtigt nicht zum rückwirkenden Bezug von Kindergeld.
Wurde die Aufenthaltserlaubnis aus völkerrechtlichen oder humanitären Gründen erteilt, gilt zusätzlich die Voraussetzung, dass die Person sich seit mindestens drei Jahren rechtmäßig in Deutschland aufgehalten haben muss und erwerbstätig ist oder Arbeitslosengeld bezieht. Die Inanspruchnahme von Elternzeit ist nicht schädlich für den Kindergeldanspruch. Bei ausländischen Kindern, die ohne Eltern in Deutschland leben, reicht der Nachweis des dreijährigen Aufenthalts in Deutschland aus, eine Erwerbstätigkeit kann von Kindern aufgrund des Verbots von Kinderarbeit nicht gefordert werden. Das Bundesverfassungsgericht erklärte mit Beschluss vom 28. Juni 2022 die Voraussetzung einer Erwerbstätigkeit zum Bezug von Kindergeld für verfassungswidrig und nichtig.
Auch die aufgrund ihres Aufenthaltsstatus vom Kindergeld ausgeschlossenen Ausländer können ggf. nach internationalem Abkommensrecht Kindergeld beanspruchen, so z. B. türkische Staatsangehörige, die mindestens 6 Monate hier gelebt haben, sowie Arbeitnehmer aus Serbien, Bosnien-Herzegowina, Kosovo, Marokko, Algerien und Tunesien. Weder Deutsche noch Ausländer erhalten nach § 63 EStG Kindergeld für Kinder, die langfristig in einem anderen Haushalt außerhalb von EU und EWR leben. (Siehe hierzu: Abschnitt „Zu berücksichtigende Kinder“.)
2016 zahlte die Bundesrepublik Deutschland 537 Millionen Euro Kindergeld für 168.400 Kinder, die im EU-Ausland leben sollen. Das entspricht einer Verfünffachung der anspruchsberechtigen Kinder von EU-Ausländern gegenüber 2010.
Ende 2017 wurde für 243.234 Personen Kindergeld gezahlt, die außerhalb von Deutschland in der Europäischen Union oder im Europäischen Wirtschaftsraum leben.
In der politischen Debatte ist es, das Kindergeld an in EU-Mitgliedsländern lebende Kinder, die nicht in Deutschland zur Schule/zum Kindergarten gehen, auf das dortige Lebenshaltungskostenniveau zu senken. Während die EU-Kommission dies bisher mehrheitlich ablehnte, wird dies innerhalb Deutschlands von Parteien wie AfD und CDU/CSU gefordert.
Im Juli 2019 wurde durch den neu eingefügten § 62 Abs. 1a EStG ein Leistungsausschluss für nicht erwerbstätige Unionsbürger für die ersten drei Monate ihres Aufenthalts in Deutschland geregelt. Der Europäische Gerichtshof entschied mit Urteil vom 1. August 2022, dass diese Vorschrift eine unzulässige Diskriminierung von Unionsbürgern darstellt und somit mit Europarecht unvereinbar ist.
|  |

Quelle: tagesschau.de

### Zu berücksichtigende Kinder
Das Kind wird grundsätzlich nur dann berücksichtigt, wenn es seinen Wohnsitz oder gewöhnlichen Aufenthalt in Deutschland oder in einem EU- oder EWR-Staat hat. Eine Ausnahme gilt nur dann, wenn das Kind im Haushalt des Anspruchsberechtigten lebt und dieser in Deutschland unbeschränkt steuerpflichtig ist (§ 63 Abs. 1 Satz 6 EStG). Ein Auslandsaufenthalt des Kindes von bis zu einem Jahr ist für den Kindergeldanspruch unschädlich, darüber hinaus muss eine besondere Beziehung zur Familienwohnung gegeben sein, die über das in Familien übliche hinausgeht, das heißt, das Kind muss sich in den ausbildungsfreien Zeiten überwiegend im Familienhaushalt aufhalten. Lediglich kurze Besuche von nicht mehr als drei Wochen sind hierfür nicht ausreichend.
Eine Heirat des Kindes lässt entgegen der früheren Rechtslage seit 2012 den Kindergeldanspruch nicht mehr entfallen. Anders sieht es bei behinderten Kindern aus, hier entfällt der Kindergeldanspruch weiterhin mit der Heirat des Kindes.

### Vermisste Kinder
Vermisste Kinder werden bis zur Vollendung des 18. Lebensjahres berücksichtigt. Von einem Elternteil ins Ausland entführte Kinder werden nur berücksichtigt, wenn sie die territorialen Voraussetzungen des § 63 Abs. 1 Satz 6 EStG erfüllen.

## Höhe

### Aktuell
Das Kindergeld beträgt in Deutschland gemäß § 66 Abs. 1 EStG bzw. § 6 Abs. 1 BKGG seit Januar 2025 für jedes Kind 255 € monatlich. Es wird im Januar 2026 auf 259 € monatlich angehoben werden.

### Historische Entwicklung
|           | Kindergeld, Kinderfreibetrag und Einkommensgrenzen in Deutschland (inflationsbereinigte Beträge in Klammern) |                     |                     |                                                        |                            |                                   |                             |
| Gültig ab | 1. Kind | 2. Kind             | 3. Kind             | weiteres Kind                                          | Geld und/oder Freibetrag * | Kinderfreibetrag *                | Einkommensgrenze des Kindes |
| 1955      | - | -                   | 25 DM (76 Euro)     | 25 DM (76 Euro)                                        | und                        | 720–1.680 DM (2.199–5.131 Euro)   |                             |
| 1957      | - | -                   | 30 DM (87 Euro)     | 30 DM (87 Euro)                                        | und                        | 720–1.680 DM (2.097–4.894 Euro)   |                             |
| 1959      | - | -                   | 40 DM (113 Euro)    | 40 DM (113 Euro)                                       | und                        | 900–1.800 DM (2.547–5.095 Euro)   |                             |
| 1961      | - | 25 DM (68 Euro)     | 40 DM (109 Euro)    | 40 DM (109 Euro)                                       | und                        | 900–1.800 DM (2.446–4.892 Euro)   |                             |
| 1964      | - | 25 DM (63 Euro)     | 50 DM (125 Euro)    | 4. Kind: 60 DM (129 Euro) Ab 5. Kind: 70 DM (151 Euro) | und                        | 1.200–1.800 DM (3.008–4.512 Euro) |                             |
| 1970      | - | 25 DM (54 Euro)     | 60 DM (129 Euro)    | 4. Kind: 60 DM (129 Euro) Ab 5. Kind: 70 DM (151 Euro) | und                        | 1.200–1.800 DM (2.584–3.876 Euro) |                             |
| 1975      | 50 DM (80 Euro)                                                                                              | 70 DM (112 Euro)    | 120 DM (192 Euro)   | 120 DM (192 Euro)                                      | -                          | -                                 |                             |
| 1978      | 50 DM (72 Euro)                                                                                              | 80 DM (115 Euro)    | 150 DM (216 Euro)   | 150 DM (216 Euro)                                      | -                          | -                                 |                             |
| 1979      | 50 DM (69 Euro)                                                                                              | 80 DM (111 Euro)    | 200 DM (277 Euro)   | 200 DM (277 Euro)                                      | -                          | -                                 |                             |
| Juli 1979 | 50 DM (69 Euro)                                                                                              | 100 DM (139 Euro)   | 200 DM (277 Euro)   | 200 DM (277 Euro)                                      | -                          | -                                 |                             |
| 1981      | 50 DM (62 Euro)                                                                                              | 120 DM (148 Euro)   | 240 DM (272 Euro)   | 240 DM (297 Euro)                                      | -                          | -                                 |                             |
| 1982      | 50 DM (59 Euro)                                                                                              | 100 DM (118 Euro)   | 220 DM (259 Euro)   | 240 DM (282 Euro)                                      | -                          | -                                 |                             |
| 1983      | 50 DM (57 Euro)                                                                                              | 100 DM (114 Euro)   | 220 DM (251 Euro)   | 240 DM (273 Euro)                                      | und                        | 432 DM (492 Euro)                 |                             |
| 1986      | 50 DM (55 Euro)                                                                                              | 100 DM (109 Euro)   | 220 DM (240 Euro)   | 240 DM (262 Euro)                                      | und                        | 2.484 DM (2.709 Euro)             |                             |
| 1989      | 50 DM (52 Euro)                                                                                              | 100 DM (105 Euro)   | 220 DM (230 Euro)   | 240 DM (251 Euro)                                      | und                        | 2.484 DM (2.598 Euro)             |                             |
| 1990      | 50 DM (51 Euro)                                                                                              | 130 DM (133 Euro)   | 220 DM (224 Euro)   | 240 DM (245 Euro)                                      | und                        | 3.024 DM (3.083 Euro)             |                             |
| 1992      | 70 DM (66 Euro)                                                                                              | 130 DM (122 Euro)   | 220 DM (206 Euro)   | 240 DM (225 Euro)                                      | und                        | 4.104 DM (3.843 Euro)             |                             |
| 1996      | 200 DM (169 Euro)                                                                                            | 200 DM (169 Euro)   | 300 DM (254 Euro)   | 350 DM (296 Euro)                                      | oder                       | 6.264 DM (5.305 Euro)             | 12.000 DM (10.163 Euro)     |
| 1997      | 220 DM (183 Euro)                                                                                            | 220 DM (183 Euro)   | 300 DM (249 Euro)   | 350 DM (291 Euro)                                      | oder                       | 6.912 DM (5.739 Euro)             | 12.000 DM (9.964 Euro)      |
| 1998      | 220 DM (181 Euro)                                                                                            | 220 DM (181 Euro)   | 300 DM (247 Euro)   | 350 DM (288 Euro)                                      | oder                       | 6.912 DM (5.688 Euro)             | 12.360 DM (10.171 Euro)     |
| 1999      | 250 DM (204 Euro)                                                                                            | 250 DM (204 Euro)   | 300 DM (245 Euro)   | 350 DM (286 Euro)                                      | oder                       | 6.912 DM (5.654 Euro)             | 13.020 DM (10.650 Euro)     |
| 2000      | 270 DM (218 Euro)                                                                                            | 270 DM (218 Euro)   | 300 DM (242 Euro)   | 350 DM (282 Euro)                                      | oder                       | 9.936 DM (8.015 Euro)             | 13.500 DM (10.890 Euro)     |
| 2001      | 270 DM (214 Euro)                                                                                            | 270 DM (214 Euro)   | 300 DM (237 Euro)   | 350 DM (277 Euro)                                      | oder                       | 9.936 DM (7.858 Euro)             | 14.040 DM (11.104 Euro)     |
| 2002      | 154 Euro (235 Euro)                                                                                          | 154 Euro (235 Euro) | 154 Euro (235 Euro) | 179 Euro (273 Euro)                                    | oder                       | 5.808 Euro (8.869 Euro)           | 7.188 Euro (10.976 Euro)    |
| 2004      | 154 Euro (229 Euro)                                                                                          | 154 Euro (229 Euro) | 154 Euro (229 Euro) | 179 Euro (266 Euro)                                    | oder                       | 5.808 Euro (8.625 Euro)           | 7.680 Euro (11.406 Euro)    |
| 2009      | 164 Euro (224 Euro)                                                                                          | 164 Euro (224 Euro) | 170 Euro (233 Euro) | 195 Euro (267 Euro)                                    | oder                       | 6.024 Euro (8.241 Euro)           | 7.680 Euro (10.506 Euro)    |
| 2010      | 184 Euro (249 Euro)                                                                                          | 184 Euro (249 Euro) | 190 Euro (257 Euro) | 215 Euro (291 Euro)                                    | oder                       | 7.008 Euro (9.482 Euro)           | 8.004 Euro (10.830 Euro)    |
| 2012      | 184 Euro (239 Euro)                                                                                          | 184 Euro (239 Euro) | 190 Euro (247 Euro) | 215 Euro (279 Euro)                                    | oder                       | 7.008 Euro (9.105 Euro)           | Grenze entfällt             |
| 2015      | 188 Euro (237 Euro)                                                                                          | 188 Euro (237 Euro) | 194 Euro (245 Euro) | 219 Euro (276 Euro)                                    | oder                       | 7.152 Euro (9.028 Euro)           | Grenze entfällt             |
| 2016      | 190 Euro (239 Euro)                                                                                          | 190 Euro (239 Euro) | 196 Euro (246 Euro) | 221 Euro (278 Euro)                                    | oder                       | 7.248 Euro (9.104 Euro)           | Grenze entfällt             |
| 2017      | 192 Euro (238 Euro)                                                                                          | 192 Euro (238 Euro) | 198 Euro (245 Euro) | 223 Euro (276 Euro)                                    | oder                       | 7.356 Euro (9.103 Euro)           | Grenze entfällt             |
| 2018      | 194 Euro (236 Euro)                                                                                          | 194 Euro (236 Euro) | 200 Euro (243 Euro) | 225 Euro (274 Euro)                                    | oder                       | 7.428 Euro (9.029 Euro)           | Grenze entfällt             |
| 2019      | 194 Euro (233 Euro)                                                                                          | 194 Euro (233 Euro) | 200 Euro (240 Euro) | 225 Euro (270 Euro)                                    | oder                       | 7.620 Euro (9.135 Euro)           | Grenze entfällt             |
| Juli 2019 | 204 Euro (245 Euro)                                                                                          | 204 Euro (245 Euro) | 210 Euro (252 Euro) | 235 Euro (282 Euro)                                    | oder                       | 7.620 Euro (9.135 Euro)           | Grenze entfällt             |
| 2020      | 204 Euro (243 Euro)                                                                                          | 204 Euro (243 Euro) | 210 Euro (250 Euro) | 235 Euro (280 Euro)                                    | oder                       | 7.812 Euro (9.318 Euro)           | Grenze entfällt             |
| 2021      | 219 Euro (253 Euro)                                                                                          | 219 Euro (253 Euro) | 225 Euro (260 Euro) | 250 Euro (289 Euro)                                    | oder                       | 8.388 Euro (9.705 Euro)           | Grenze entfällt             |
| 2022      | 219 Euro (237 Euro)                                                                                          | 219 Euro (237 Euro) | 225 Euro (244 Euro) | 250 Euro (271 Euro)                                    | oder                       | 8.548 Euro (9.251 Euro)           | Grenze entfällt             |
| 2023      | 250 Euro (256 Euro)                                                                                          | 250 Euro (256 Euro) | 250 Euro (256 Euro) | 250 Euro (256 Euro)                                    | oder                       | 8.952 Euro (9.149 Euro)           | Grenze entfällt             |
| 2024      | 250 Euro (250 Euro)                                                                                          | 250 Euro (250 Euro) | 250 Euro (250 Euro) | 250 Euro (250 Euro)                                    | oder                       | 9.540 Euro (9.540 Euro)           | Grenze entfällt             |
| 2025      | 255 Euro | 255 Euro            | 255 Euro            | 255 Euro                                               | oder                       | 9.600 Euro                        | Grenze entfällt             |
| 2026      | 259 Euro | 259 Euro            | 259 Euro            | 259 Euro                                               | oder                       | 9.756 Euro                        | Grenze entfällt             |

Anmerkungen:
- Quellen für Kindergeld-Spalten
  - 1955–2010: Bundesamt für zentrale Dienste und offene Vermögensfragen.[37]
  - 2010–2022: Bundesministerium der Finanzen.[38]
  - 2023–2025: Arbeitsagentur (Familienkasse)[39]
  - 2026: FAZ[40]
  - Für detaillierte Angaben zum Kindergeld ab 1975, siehe Statistik der Familienkasse der Bundesagentur für Arbeit.[41]
- Quellen für Kinderfreibetrag
  - 1955–2000: Bundesministerium für Familie, Senioren, Frauen und Jugend.[42]
  - 1992–1999: ifo Institut für Wirtschaftsforschung.[43]
  - 1998–2009: Bundesministerium der Finanzen.[44]
  - 2010–2022: Bundesministerium der Finanzen.[38]
  - 2023–2026: Quellenliste zu Kinderfreibetrag
- Quelle für Kindereinkommensgrenzen 1955–2010: Bundesamt für zentrale Dienste und offene Vermögensfragen.[37]
- * Von 1955 bis 1995 wurden mit einer Unterbrechung das Kindergeld und der Kinderfreibetrag gleichzeitig gewährt.[43]
„und“ = Kindergeld und -freibetrag werden zusammen gewährt;
„oder“ = Es wird nur Kindergeld oder -freibetrag gewährt, je nachdem, was sich für die Anspruchsberechtigten finanziell bzw. steuerlich vorteilhafter auswirkt.
- ** Bis 1974 war der Freibetrag abhängig von der Anzahl der Kinder.[42]

### Staffelung bis 2022
Bis einschließlich 2022 war die Höhe des Kindergeldes nach der Anzahl der Kinder gestaffelt. Welches Kind bei einem Elternteil erstes, zweites, drittes oder weiteres Kind war, richtete sich nach der Reihenfolge der Geburten; dabei wurden Kinder, für die kein Kindergeldanspruch mehr bestand, nicht mitgezählt. Das älteste Kind war stets das erste Kind, allerdings konnte sich durch sogenannte Zählkinder eine andere Zählweise für Kinder aus verschiedenen Beziehungen ergeben.

### Verrechnung mit Unterhaltsansprüchen
Kindergeld ist gemäß § 1612b BGB zur Deckung des Barbedarfs zu verwenden. Dies bedeutet, dass sich der aus dem Unterhaltsanspruch resultierende Zahlbetrag um das ganze oder hälftige Kindergeld vermindert.
Lebt der minderjährige Unterhaltsgläubiger (= Kind) bei einem Elternteil (= Unterhaltspflicht des zweiten Elternteiles wird durch Betreuung des Kindes erfüllt; § 1606 Abs. 3 Satz 2 BGB: Der Elternteil, der ein minderjähriges unverheiratetes Kind betreut, erfüllt seine Verpflichtung, zum Unterhalt des Kindes beizutragen, in der Regel durch die Pflege und die Erziehung des Kindes), vermindert sich der Zahlbetrag des anderen barunterhaltspflichtigen Elternteils um die Hälfte des (dem zweiten Elternteil ausbezahlten) Kindergeldes, § 1612b Abs. 1 Nr. 1 BGB.
In allen anderen Fällen wird das Kindergeld in voller Höhe auf den Unterhaltsanspruch angerechnet, § 1612b Abs. 1 Nr. 2 BGB.

### Verrechnung mit Bürgergeld
Mit der Reform des Unterhaltsrechts ab dem 1. Januar 2008 stellt § 1612b das Kindergeld als Einkommen des Kindes fest, das für den Barunterhalt zu verwenden ist. Abweichend vom EStG und vom Bundeskindergeldgesetz bestimmt auch § 11 Abs. 1 Sätze 2 und 3 SGB II, dass Kindergeld nicht dem kindergeldberechtigten Elternteil, sondern dem Kind zuzurechnen ist. Tacheles-sozialhilfe.de verweist in einer Kritik darauf, dass dies jedoch nur gilt, wenn es das Kind zur Sicherung des Lebensunterhaltes benötigt. Im Umkehrschluss bedeute dies und sei auch ständige Praxis von Grundsicherungsbehörden, nicht zur Deckung des Bedarfs benötigtes Kindergeld werde als vorrangiges Einkommen des Kindergeldberechtigten vom Leistungsanspruch auf Bürgergeld abgezogen. Im Jahr 2010 bestätigte das Bundesverfassungsgericht: „Durch die vollständige Anrechnung des Kindergeldes wird das Grundrecht auf ein ‚menschenwürdiges Existenzminimum‘ nicht verletzt“ (BVerfG, Beschluss vom 11. März 2010 – 1 BvR 3163/09).

## Altersgrenzen

### Kinder unter 18 Jahren
Kindergeld wird mindestens bis zur Vollendung des 18. Lebensjahres gezahlt.

### Erwerbslose Kinder unter 21 Jahren
Steht das Kind in keinem Beschäftigungsverhältnis und ist es bei der Agentur für Arbeit oder einem anderen für Bürgergeld zuständigen Leistungsträger (JobCenter/Kommune) ausbildungs- oder arbeitssuchend gemeldet, wird Kindergeld bis zur Vollendung des 21. Lebensjahres gewährt (§ 32 Abs. 4 EStG).

### Kinder in Ausbildung oder auf der Suche nach einer Ausbildung unter 25 Jahren
Geht das Kind zur Schule, erhält eine Berufsausbildung oder studiert, besteht Kindergeldanspruch bis zur Vollendung des 25. Lebensjahres oder dem Ende der Ausbildung oder des Studiums – auch in einer Übergangsphase zwischen zwei Ausbildungsabschnitten für bis zu vier Kalendermonate. Die Übergangszeit kann fast sechs Monate dauern, wenn die Schule Anfang Mai endet und das Studium Ende Oktober beginnt. Als Ausbildungsende gilt der Tag, an dem Zeugnisse vorliegen – auch elektronisch. Als Anfang zählt der Tag des Ausbildungsbeginns – etwa mit Vorlesungen. 
Als Berufsausbildung gilt hierbei jede dem Erwerb von Kenntnissen, Fähigkeiten und Erfahrungen dienende Maßnahme, die als Grundlage zur Ausübung des angestrebten Berufs geeignet sind. Ist das Berufsziel des Kindes oder der Eltern noch nicht erreicht, liegt eine Berufsausbildung vor. Unerheblich ist, ob die Berufsausbildung staatlich anerkannt ist. Anders als im Ausbildungsförderungsrecht muss die Berufsausbildung nicht Zeit und Arbeitskraft des Kindes überwiegend in Anspruch nehmen. Auch ein Au-pair-Verhältnis zum Zweck des Erwerbs von Sprachkenntnissen kann als Berufsausbildung gelten, wenn es mit einem förmlichen Bildungsgang verbunden ist - im Zeitumfang von mindestens zehn Stunden pro Woche. Ein Schulbesuch im Rahmen der Schulpflicht liegt auch vor, wenn die Schule weniger als zehn Stunden in der Woche umfasst (z. B. Jungarbeiterklasse), berücksichtigungsfähig. Ebenso als Berufsausbildung gilt die Vorbereitung auf die Wiederholungsprüfung nach gescheiterter Abschlussprüfung, auch wenn das Ausbildungsverhältnis nicht fortbesteht, sowie die Vorbereitung auf das Abitur für Nichtschüler.
Ab 2012 gilt nach Abschluss einer erstmaligen Berufsausbildung oder eines Erststudiums die Voraussetzung, dass das Kind daneben keiner Erwerbstätigkeit nachgeht. Jedoch ist die Erwerbstätigkeit bis zu 20 Stunden regelmäßiger Wochenarbeitszeit, ein Ausbildungsdienstverhältnis oder ein geringfügiges Beschäftigungsverhältnis unbeachtlich (§ 32 Abs. 4 S. 2+3 EStG § 8 SGB IV).
Der Begriff der „erstmaligen Berufsausbildung“ ist nach ständiger Rechtsprechung enger gefasst als die „Berufsausbildung“ im Rahmen der Kindergeldberechtigung. Eine erstmalige Berufsausbildung setzt einen öffentlich-rechtlich geordneten Ausbildungsgang voraus, der die notwendigen fachlichen Fähigkeiten und Kenntnisse zur Aufnahme eines Berufs vermittelt, sodass weder der Besuch einer allgemeinbildenden Schule noch private Kurse außerhalb der staatlich geregelten Ausbildungsordnungen eine erstmalige Berufsausbildung darstellen. Dass nicht die gesamte Berufsausbildung öffentlich-rechtlich geordnet ist, schließt eine Berücksichtigung als erstmalige Berufsausbildung hingegen nicht aus, so etwa im Fall einer Weiterbildung an einer Bankakademie nach erworbener bankkaufmännischer Berufsausbildung. Mehrere Ausbildungsabschnitte können eine einheitliche Erstausbildung darstellen, wenn sich der erste Abschluss als integrativer Bestandteil eines einheitlichen Ausbildungsgangs darstellt und die Ausbildungsabschnitte zeitlich und inhaltlich so aufeinander abgestimmt sind, dass die Ausbildung nach Erreichen des ersten Abschlusses fortgesetzt werden soll und das angestrebte Berufsziel erst über den weiterführenden Abschluss erreicht werden kann. Klassische Beispiele hierfür sind das duale Studium, welches Studium und Berufsausbildung verbindet, sowie das konsekutive Masterstudium nach einem erreichten Bachelor-Abschluss. Kein einheitlicher Ausbildungsgang liegt vor, wenn der Ausbildungsabschnitt eine berufspraktische Tätigkeit voraussetzt, wie etwa im Fall eines berufsbegleitenden Studiums, oder das Kind nach dem ersten Ausbildungsabschnitt eine Erwerbstätigkeit aufnimmt, die nicht bloß der zeitlichen Überbrückung bis zum nächsten Ausbildungsabschnitt dient, sondern die wirtschaftliche Grundlage des Kindes bildet und die Ausbildung daneben in den Hintergrund treten lässt. Ob die Erwerbstätigkeit die wirtschaftliche Grundlage des Kindes bildet, muss im Einzelfall aufgrund einer Betrachtung der Gesamtumstände festgestellt werden, wobei dies bei typischen Aushilfstätigkeiten, die keine vorherige Berufsausbildung voraussetzen wie Tätigkeiten in der Gastronomie oder bei von vornherein befristeten Tätigkeiten wie die Tätigkeit als wissenschaftlicher Mitarbeiter an der Hochschule, an der das Kind eingeschrieben ist, in der Regel verneint werden kann.
Für ein volljähriges Kind steht bis zur Vollendung des 25. Lebensjahres auch Kindergeld zu, wenn es bei der Arbeitsagentur oder der für das Bürgergeld zuständigen Behörde ausbildungssuchend gemeldet ist. Ist das Kind allein wegen eines Beschäftigungsverbots nach dem Mutterschutzgesetz nicht ausbildungssuchend gemeldet, besteht dennoch ein Anspruch auf Kindergeld.
Kinder, die bestimmte freiwillige Dienste absolvieren, sind für diesen Zeitraum wie Auszubildende berücksichtigungsfähig. Hierzu zählen:
- Freiwilliges Soziales Jahr, Freiwilliges Ökologisches Jahr usw.
- freiwillige Dienste aus dem Programm Erasmus+
- einen freiwilligen Dienst im Ausland im Sinne des § 14b ZDG
- der Freiwilligendienst weltwärts
- der internationale Jugendfreiwilligendienst
- der Bundesfreiwilligendienst

Bei volljährigen Kindern war bis 2011 ein „Fallbeileffekt“ zu beachten, wenn das zu versteuernde Einkommen eines Kindes im Laufe eines Jahres einen von Jahr zu Jahr neu festgesetzten Betrag überschritt. Verdiente das Kind nur einen Euro mehr, entfiel der Kindergeldanspruch im gesamten Jahr. 2011 lag der Grenzbetrag bei 8004 € pro Jahr. Seit 2012 wird die Einkommens-Höhe für die Anspruchsberechtigung nicht mehr berücksichtigt.
Nach einem Urteil des Bundesfinanzhofes vom 21. August 2021 besteht Kindergeldanspruch auch, wenn eine Berufsausbildung gesundheitsbedingt beendet wurde, das Kind aber ausbildungsplatzsuchend gemeldet bleibt.

### Kinder mit Behinderung: Ohne altersmäßige Begrenzung
Für Kinder, die sich aufgrund einer Behinderung nicht selbst unterhalten können, besteht Kindergeldanspruch lebenslang, wenn die Behinderung vor Vollendung des 25. Lebensjahres eintrat (§ 32 Abs. 4 Nr. 3 EStG und § 2 Abs. 2 Nr. 3 BKGG; für Ausnahmen bei Altfällen siehe unten den Abschnitt #Früher geltende Altersgrenzen).
Ob ein Kind außerstande ist, sich zu unterhalten, wird festgestellt, indem man dem Lebensbedarf die finanziellen Mittel entgegenstellt. Der Lebensbedarf umfasst den Grundbedarf (seit 2012 der Grundfreibetrag) addiert mit dem behinderungsbedingten Mehrbedarf. Wird Letzterer nicht geltend gemacht, ist hilfsweise der Behindertenpauschbetrag heranzuziehen. Wird bereits Eingliederungshilfe und/oder Pflegegeld geleistet, kann der Behinderten-Pauschbetrag nicht zusätzlich geltend gemacht werden. Dies gilt auch bei nur teilstationärer Unterbringung etwa in einer Werkstatt für behinderte Menschen. Trotz teilstationärer Unterbringung kann aber auch ein behinderungsbedingter Mehrbedarf zusätzlich anfallen, insbesondere wenn das Kind hilflos ist (Merkzeichen H). Sind Nachweise über den Pflegeaufwand hierbei nicht zu erbringen, ist er nach § 162 AO zu schätzen. Pflegen die Eltern ihr Kind selbst, muss stattdessen der Betrag herangezogen werden, der bei Inanspruchnahme einer professionellen Pflegekraft angefallen wäre.
Als finanzielle Mittel des Kindes gelten alle Einnahmen, Bezüge und Leistungen Dritter unabhängig von ihrem Zweck. Eine Ausnahme bildet das bürgerlich-rechtliche Schmerzensgeld. Auch die Eingliederungshilfe gilt als finanzielles Mittel des Kindes. Da sie auch als behinderungsbedingter Mehrbedarf gilt, beeinflusst dies die Rechnung nur im Falle von Sachbezügen wie dem kostenlosen Mittagessen einer WfbM. Gleiches gilt für Blindengeld sowie Pflegegeld. Auch Sozialleistungen wie die Hilfe zum Lebensunterhalt gelten als finanzielle Mittel des Kindes, gekürzt um eventuelle Erstattungsansprüche, die das jeweilige Amt beim Kindergeldberechtigten einfordert. Vermögen des Kindes ist grundsätzlich nicht zu berücksichtigen.
Die Behinderung muss ursächlich dafür sein, dass das Kind sich nicht selbst unterhalten kann. Eine Ursächlichkeit wird in der Regel angenommen, wenn das Merkzeichen H vorliegt oder ein Grad der Behinderung ab 50 vorliegt und Umstände hinzutreten, durch die eine Erwerbstätigkeit auf dem allgemeinen Arbeitsmarkt ausgeschlossen ist. Die Behinderung muss nicht alleinursächlich sein, es reicht bereits eine erhebliche Mitursächlichkeit.
Ein Kindergeldanspruch besteht auch bei Behinderung nicht, wenn sich das Kind in Haft befindet.

### Verschiebung der Altersgrenzen
In Einzelfällen wurde gemäß § 32 Abs. 5 EStG über das 21. bzw. 25. Lebensjahr hinaus noch Kindergeld gezahlt, wenn und soweit ein Kind vor Erreichen der maßgeblichen Altersgrenze den gesetzlichen Grundwehrdienst oder Zivildienst geleistet, sich freiwillig für nicht mehr als drei Jahre zum Wehrdienst verpflichtet oder eine vom Grundwehrdienst befreiende Tätigkeit als Entwicklungshelfer ausgeübt hat. Die Verschiebung der Altersgrenze war jedoch auf die Dauer des inländischen gesetzlichen Grundwehrdienstes oder bei anerkannten Kriegsdienstverweigerern auf die Dauer des inländischen gesetzlichen Zivildienstes über das 21. oder 25. Lebensjahr hinaus begrenzt. Bei Verpflichtung im Katastrophenschutz, wie dem Dienst bei der Freiwilligen Feuerwehr, wurde der Fall von der Familienkasse individuell geprüft.
Diese Regelung lief zum 1. Juli 2011 aus und gilt nur für Altfälle, wenn der Dienst vor diesem Datum angetreten wurde. (§ 52 Abs. 32 Satz 2 EStG)

### Früher geltende Altersgrenzen
Die früher geltende Altersgrenze, nach der für Kinder bis zu einem Alter von 27 Jahren Kindergeld gezahlt werden konnte, wurde 2006 in Stufen auf 25 Jahre gesenkt:
- Geburtsjahr bis 1981: Kindergeld bis zur Vollendung des 27. Lebensjahres
- Geburtsjahr 1982: Kindergeld bis zur Vollendung des 26. Lebensjahres
- Geburtsjahr ab 1983: Kindergeld bis zur Vollendung des 25. Lebensjahres

Mit der Änderung der Altersgrenzen entfällt für die betroffenen Personen ggf. auch die Möglichkeit der Beihilfeberechtigung im Beamtenrecht.
Die Übergangsregelung entfiel inzwischen durch Zeitablauf, gilt aber fort für behinderte Kinder, deren Behinderung zwischen dem 25. und 27. Lebensjahr vor dem 1. Januar 2007 eintrat. (§ 52 Abs. 32 Satz 1 EStG)

## Antragsverfahren
Kindergeld wird nur auf schriftlichen Antrag gewährt. Ein amtlicher Vordruck ist nicht notwendig. Der Antrag lässt sich auch online über die Website der Familienkasse stellen.
Den Antrag können auch Personen stellen, die ein berechtigtes Interesse an der Kindergeldzahlung haben, auch das Kind, wenn es zur Abzweigung des Geldes an sich berechtigt ist. Auch Institutionen wie das Jugendamt können einen Antrag bei berechtigtem Interesse stellen.
Ein Kindergeld-Anspruch besteht für jeden Monat, in dem wenigstens an einem Tag Anspruchsvoraussetzungen vorlagen. Aufgrund des Kindergeldantrages teilt die Familienkasse der Bundesagentur für Arbeit eine Kindergeldnummer zu. Deren letzte Ziffer gibt an, wann die Überweisung erfolgt. Bei Endziffer 0 oder 1 wird Kindergeld am Monatsanfang überwiesen, bei Endziffer 2 bis 7 im Laufe des Monats und bei Endziffer 8 oder 9 am Monatsende. Die Kindergeldnummer wird nicht pro Kind, sondern pro Berechtigtem zugeteilt. Sie kann auch für mehrere Geschwister gelten.
Die Familienkasse prüft in Abständen, ob der Kindergeldanspruch noch besteht und das Geld in richtiger Höhe gezahlt wird.
Für Beschäftigte im öffentlichen Dienst gibt es eigene Familienkassen. Die Auszahlung des Kindergeldes erfolgt hier in der Regel mit dem Arbeitsentgelt oder der Besoldung. Ein für Kinder gewährter Familienzuschlag ist ebenfalls von einem erfolgreichen Antrag auf Kindergeld abhängig.

## Abzweigungsantrag
In Ausnahmefällen kann das Kind nach § 74 EStG einen Abzweigungsantrag stellen, nämlich dann, wenn die Eltern ihrer gesetzlichen Unterhaltspflicht nicht nachkommen und so das Kind nicht vom Kindergeld profitiert. Dies ist dann der Fall, wenn entweder die Eltern keinen Unterhalt zahlen oder nur einen Betrag, der unterhalb der Höhe des Kindergeldes liegt, oder wenn die Eltern nicht leistungsfähig sind und deshalb keinen Unterhalt zahlen müssen. Auch, wenn die Eltern nicht mehr unterhaltspflichtig gegenüber dem Kind sind, kann ein Abzweigungsantrag gestellt werden.
Der Anspruch auf Kindergeld und damit das Recht, einen Abzweigungsantrag zu stellen, kann bei Bezug von Sozialhilfe oder Jugendhilfe auf den Sozialleistungsträger übergehen. Die Abzweigung des Kindergeldes ist grundsätzlich eine Ermessensentscheidung, bei der die Umstände des Einzelfalls überprüft werden müssen. Insbesondere müssen die Kindergeldberechtigten darlegen, welche tatsächlichen Aufwendungen ihnen durch die Betreuung des Kindes entstanden sind. Sind diese höher als das Kindergeld, ist eine Abzweigung nicht möglich.
Lebt das Kind im Haushalt des Kindergeldberechtigten, hängt die Zulässigkeit einer Abzweigung davon ab, ob die Eltern selbst Grundsicherungsleistungen beziehen oder nicht. Ist das der Fall, ist ein Abzweigungsantrag in jedem Fall zulässig, da ansonsten aufgrund der Anrechnung des Kindergeldes als Einkommen der Eltern das Kindergeld dem Kind gar nicht zugutekommen kann. Beziehen die Eltern hingegen keine Grundsicherungsleistungen und leisten sie durch die Aufnahme in den Haushalt Naturalunterhalt an das Kind, ist ein Abzweigungsantrag nicht zulässig.

## Vom Kindergeld abhängige Vergünstigungen
Vom Kindergeldbezug sind weitere Zulagen abhängig (Kinderadditive). Wer pro Kalenderjahr für mindestens einen Monat Kindergeld bekommt, hat auch Anspruch auf die Kinderzulagen bei der Riester-Rente. Das Gleiche gilt für die Kinderzulage zur Eigenheimzulage.
Beamte erhalten für jeden Monat, in dem Kindergeld gezahlt wird, zusätzlich den Familienzuschlag. Beihilfeberechtigte Beamte können für die Krankheitskosten jedes Kindes, für das Kindergeld zusteht, Beihilfe beantragen. Der kindbezogene Beihilfeanspruch unterscheidet sich je nach dem Dienstherrn des Beamten. Für Landesbeamte in Bayern z. B. beträgt er 80 % für Kinder. Die fehlenden 20 % müssen durch eine private Krankenversicherung im Quotentarif abgedeckt werden. Entfällt der Kindergeldanspruch, fällt in aller Regel auch das Kind aus der Beihilfeberechtigung heraus. Die dann unter Umständen notwendige Vollversicherung in der privaten Krankenversicherung kann eine erhebliche finanzielle Mehrbelastung darstellen.
Mitarbeiter des öffentlichen Dienstes erhielten nach BAT ähnlich wie Beamte einen Zuschlag zum Ortszuschlag. Mit der Einführung des TVöD wird ein Kinderzuschlag bei Arbeitnehmern im öffentlichen Dienst nur noch für Kinder, die vor dem 1. Januar 2006 geboren wurden, als Besitzstandszulage gewährt. Im Tarifvertrag für den öffentlichen Dienst der Länder wird kein Zuschlag für Kinder mehr gewährt, Ausnahme ist das Land Hessen dessen abweichender Tarifvertrag einen Kinderzuschlag weiter vorsieht.

## Kritik
- Die Kindergeldauszahlung ist bei den Familienkassen der Bundesagentur für Arbeit nicht fest terminiert, sondern hängt von der Endziffer der Kindergeldnummer ab (0–3: Auszahlung am Anfang des Monats, 4–6: ab der 2. Monatswoche, 7–9: ab der dritten Monatswoche). Somit können manche Familien, die auf das Kindergeld angewiesen sind, benachteiligt sein, wenn das Geld erst zum Ende des Monats überwiesen wird.[76]
- In konfliktbehafteten Fällen, einen Anspruchsberechtigten zwischen mehreren Berechtigten (getrennt lebende Eltern, regelmäßige zeitweilige Unterbringung bei Pflegeeltern oder Großeltern) zu bestimmen, sind die Betroffenen auf sich allein gestellt, nach § 231 FamFG die Berechtigtenbestimmung beim Familiengericht als Unterhaltssache herbeizuführen. Hier kann es zu weiterem Konfliktpotential innerhalb der Familien kommen. Auch hat der Gesetzgeber mit der Reform des ehemaligen FGG zum FamFG (2010) versäumt, einen instanzlichen Rechtsweg offenzuhalten, indem er für die Berechtigtenbestimmung den Streitwert grundsätzlich auf 300 € festsetzte (BT-Drucksache 16/6308 Seite 307: „einheitlicher Festwert von 300 €“), während die Rechtsmittel für zweitinstanzliche Gerichte einen Streit- bzw. Beschwerdewert von mindestens 600 € in Familiensachen (§ 61 Abs. 1 FamFG) vorsehen.
- Nach der EU-Erweiterung um Rumänien und Bulgarien 2007 zogen vermehrt EU-Bürger nach Deutschland, die für ihre im Heimatland gebliebenen Kinder Kindergeld beantragen können. Kritiker fordern eine Residenzpflicht, das heißt, dass Kindergeld nur noch für in Deutschland lebende Kinder gezahlt werden soll.[77][78][79] Im Februar 2016 forderten die Fraktionsvorsitzenden von CDU/CSU Volker Kauder und Gerda Hasselfeldt die Einführung entsprechender Regelungen.[80] Dieser Forderung schloss sich der SPD-Politiker Sigmar Gabriel im Dezember 2016 an.[81] Ein entsprechender Gesetzesentwurf des Bundesfinanzministers Wolfgang Schäuble wurde allerdings wegen Bedenken der EU-Kommission fallengelassen.[82] Zwischen 2010 und 2017 steigerte sich die Zahl der im Ausland lebenden Kinder, für die Kindergeld gezahlt wurde, von 61.615 auf 215.499. Die Kindergeldzahlungen ins Ausland hatten sich auf 343 Millionen Euro fast verzehnfacht.[83]

Am 8. April 2018 äußerte der bayerische Ministerpräsident Markus Söder, die jetzige Gesetzeslage sei für die Bevölkerung nicht verständlich. Künftig solle sich das Kindergeld nach der Kaufkraft des Landes bemessen, in dem die Kinder leben. Er sei der festen Überzeugung, dass das „auch jeder sozialdemokratische Wähler versteht“.